# WISEP J060738.65+242953.4
WISEP J060738.65+242953.4 (förkortas till W0607+2429) är en ensam stjärna belägen i mellersta delen av stjärnbilden Tvillingarna. Den har en skenbar magnitud av ca 14,22 (J) och kräver ett kraftfullt teleskop för att kunna observeras. Baserat på parallax enligt Gaia Data Release 3 på ca 138,06 mas beräknas den befinna sig på ett avstånd av ca 24 ljusår (ca 7,2 parsec) från solen. Den rör sig närmare solen med en heliocentrisk radialhastighet av ca -12 km/s.

## Observation
WISEP J060738.65+242953.4 upptäcktes 2012 av Castro & Gizis från data som samlats in av Wide-field Infrared Survey Explorer (WISE)-satelliten - NASA:s infrarödvåglängd 40 centimeters rymdteleskop - under perioden december 2009 till februari 2011. Det finns även tidigare identifieringar av objektet i Two Micron All-Sky Survey (2MASS)-data (observationsepok 1998.11) och i Sloan Digital Sky Survey (SDSS) ( DR7 ) (observationsepok 2006.98). År 2012 publicerade Castro & Gizis en artikel i The Astrophysical Journal, där de presenterade en nyupptäckt brun dvärg av spektraltyp L, som gavs benämningen WISEP J060738.65+242953.4.
Trigonometrisk parallax för WISEP J060738.65+242953.4 är ännu inte uppmätt (2021). Därför finns det bara avståndsuppskattningar av detta objekt, erhållna med indirekta — spektrofotometriska — medel (se tabell). 
| Source                | Parallax, mas | Avstånd parsec    | Distance, ljusår   | Ref.  |
| --------------------- | ------------- | ----------------- | ------------------ | ----- |
| Castro & Gizis (2012) |               | 7,8+1,4−1,2       | 25,4+4,6−3,9       | [ 1 ] |
| Gaia EDR3             | 138,0616      | 7,24+0,03−{{{2}}} | 23,62+0,09−{{{2}}} | [ 3 ] |

## Egenskaper
WISEP J060738.65+242953.4 har en temperatur på 1460 ± 90 K och en bolometrisk ljusstyrka på 10−4,56 ± 0,09 gånger solens (uppskattning baserade på objektets spektralklass (L8)). Massuppskattningar, bestämda från denna temperatur, är från 0,03 (för en antagen ålder på 0,5 miljarder år) till 0,072 (för en antagen ålder på 10 miljarder år) solmassa, vilket är under gränsen för nukleär fusion av väte. Detta tyder på att WISEP J060738. 65+242953.4 är inte en sann stjärna, utan bara ett substellärt objekt.
Medan vissa forskare har, grundat på stjärnans smala spektrallinjer, hävdat att WISEP J060738.65+242953.4 kan ses från dess pol, eller kan rotera långsamt,  har senare arbete visat att båda dessa påståenden är osannolika. Denna senare studie uppskattade att tjockleken på den radioemitterande magnetosfären kring stjärnan är cirka 107 m.